# Hanawa Hokiichi
Hanawa Hokiichi (塙 保己一?; 23 giugno 1746 – 7 ottobre 1821) è stato un filosofo, scrittore e monaco buddista giapponese cieco del periodo Edo.

## Biografia
Hokiichi divenne cieco quando aveva 5 anni. Apprese la storia, la letteratura, le scienze mediche e la giurisprudenza da diversi maestri. Uno di questi era Kamo no Mabuchi. Hokiichi compilò il Gunsho Ruijū (群書類従 Grande raccolta di antichi documenti).

## Testimonianze
Nel 1937, Helen Keller arrivò in Giappone e visitò la casa commemorativa di Hokiichi. Espresse così la sua impressione: "Quando ero piccola, mia madre mi disse che il signor Hanawa avrebbe dovuto essere il mio modello di riferimento: visitare questo luogo e toccare la sua statua è stato l'evento più significativo durante questo viaggio in Giappone. La scrivania consumata e la statua rivolta verso il basso gli guadagnarono più rispetto. Io credo che il suo nome passerà di generazione in generazione come una ruscello d'acqua.